# Southern Railway (Gran Bretagna)
La Southern Railway (SR) era una compagnia ferroviaria britannica costituita in seguito al Railways Act del 1921. Collegava Londra con i porti della Manica, il sud-ovest del paese e il Kent. Cessò di operare diventando, nel 1948, la Southern Region (regione meridionale) delle British Railways.

## Storia
La rete della compagnia venne costituita per incorporazione di parecchie piccole compagnie precedenti, le più grandi delle quali erano la London & South Western Railway (LSWR), la London, Brighton and South Coast Railway, (LBSC), e la South Eastern and Chatham Railway (SECR). 

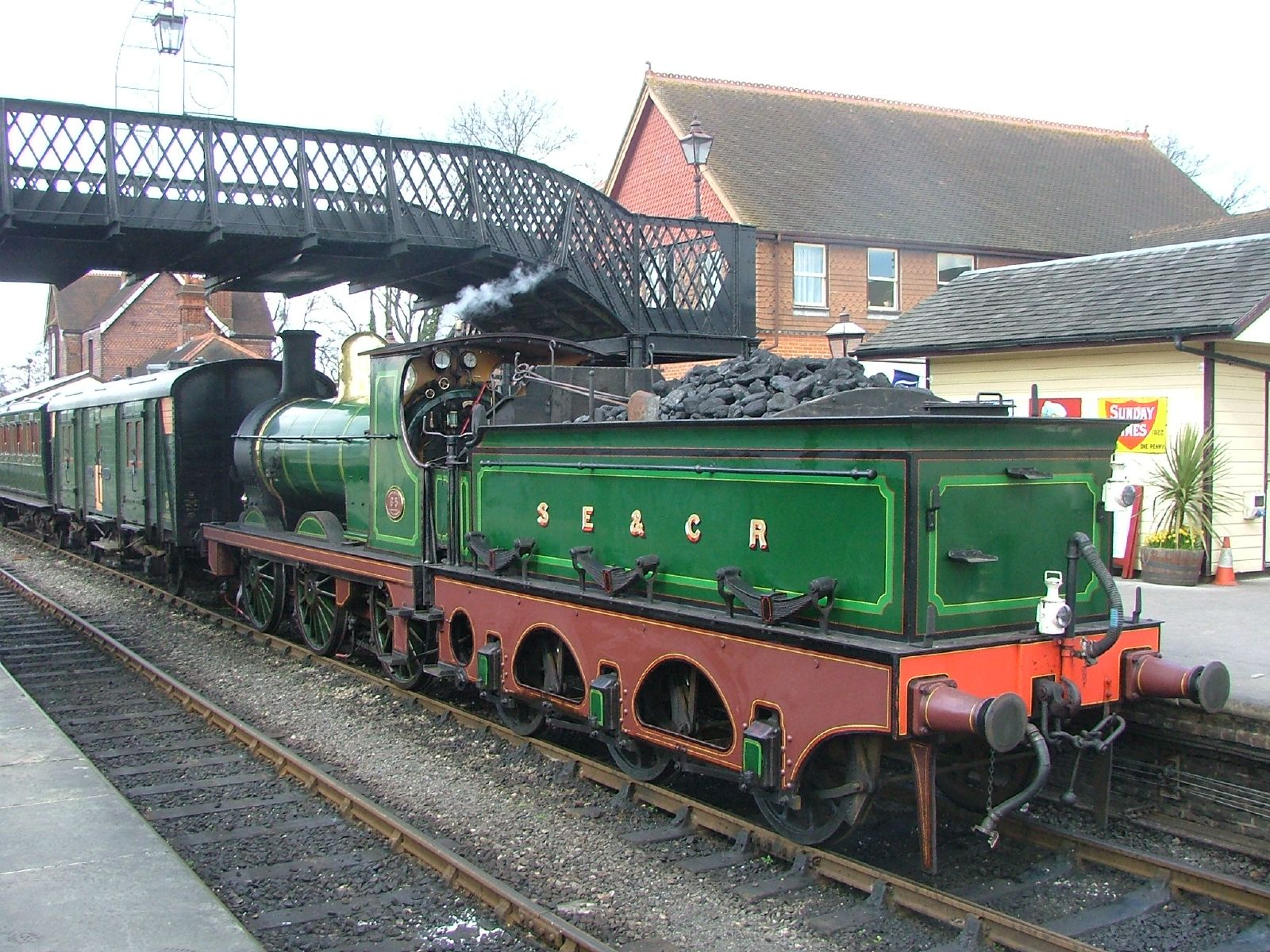
Una locomotiva SECR 0-3-0 della classe 01, costruita originariamente 1896 e tuttora attiva presso la Bluebell Railway

 Quella che sarebbe diventata la Southern Railway ebbe inizio con l'apertura, nel 1838 della London and Southampton Railway che più tardi venne rinominata London and South Western. Delle cosiddette Big Four fu quella più piccola con un'estensione complessiva di 3.518 km; il suo traffico fu in gran parte passeggeri con poca rilevanza di quello merci (percentuali in tempo di pace del 75% di traffico passeggeri e 25% di traffico merci) ma ebbe il rilevante merito di avere creata la maggiore quantità di linee a trazione elettrica e di aver creato il primo treno InterCity elettrico tra Londra e Brighton. Tra i treni di maggior prestigio c'era il servizio "Golden Arrow" da Londra a Dover, cui, dopo la traversata, corrispondeva il "Fleche d'Or" tra Calais e Parigi. In entrambi i casi si trattava di convogli di sole carrozze Pullman.

La rete della Southern Railway ebbe un ruolo importante nelle grandi operazioni belliche della seconda guerra mondiale, tra le cui principali ricordiamo il trasporto delle truppe in ritirata da Dunkerque e l'Operazione Overlord nel 1944. Il trovarsi praticamente sul fronte ai giorni della Battaglia d'Inghilterra e più tardi operando tutte le linee per i porti meridionali della Gran Bretagna obbligò la Souther Railway a cambiare la sua natura di ferrovia prevalentemente passeggeri in ferrovia prevalentemente merci, con un'inversione della suddivisione percentuale tra traffico merci (passato al 60%) e quello passeggeri che, pur senza calare nei volumi, risultò solo del 40%. Fu un'impresa non da poco che richiese una riorganizzazione del parco rotabile cui contribuirono 40 locomotive della classe Q progettare dal capo ingegnere Bullied, macchine il cui progetto si focalizza sulla funzionalità e sul risparmio di materie prime trascurando completamente ogni aspetto estetico. 

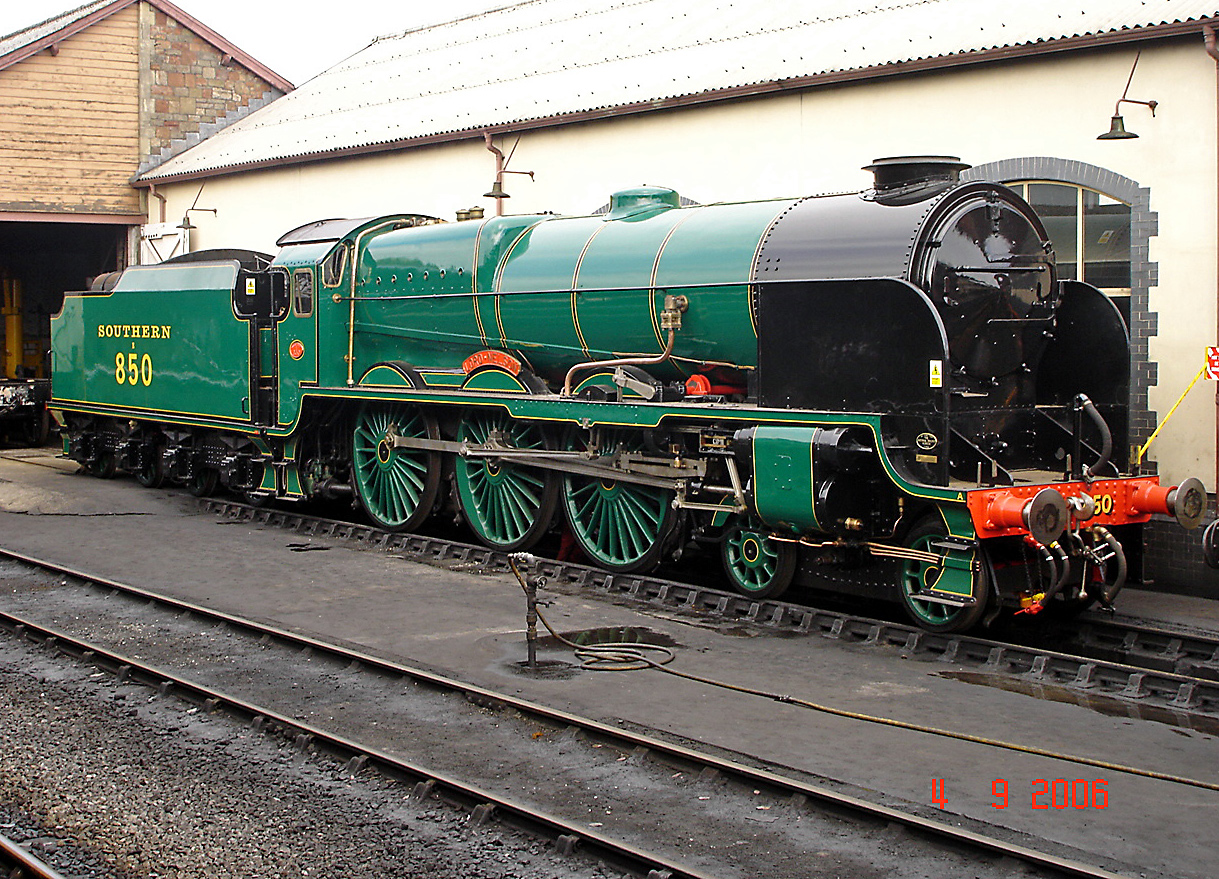
Locomotiva Lord Nelson della classe 850 Lord Nelson.

 Queste locomotive erano inoltre sufficientemente piccole da poter percorrere la maggior parte della rete della Southern che era caratterizzata da tratte, come tra Tornbridge e West St. Leonard o la diramazione per il Porto di Whitstable, in cui erano presenti gallerie, costruite nella prima metà dell'Ottocento, che erano particolarmente anguste.

### Evoluzione delle livree
La Southern Raiway accorpa varie compagnie che in epoca vittoriana avevano avuto tra le livree più elaborate e colorate, in particolare la LBSC e la SECR, per poi passare a livree più sobrie. La livrea iniziale della Southern fu un verde oliva carico con finiture in nero con sottili filetti bianchi. Prima della guerra Bullied passò ad un verde malachite opaco, che nel corso degli eventi bellici lasciò il posto al nero per penuria di materiali. Le scritte in entrambi i casi erano giallo brillante. Con la fine della guerra ritorna il malachite, questa volta lucido, sempre con scritte in giallo brillante.

### Particolarità del trasporto merci
Oltre al notevole sforzo compiuto durante la seconda guerra mondiale, il traffico merci sulla rete della Southern Railway includeva tutti i rotabili trasportati per traghetto attraverso la manica tra Calais e Dover. Si trattava principalmente di carri merci delle compagnie che operavano in sud Europa come la (PLM e le FS), e dedicati principalmente al trasporto di prodotti agricoli. Di questi carri ne sopravvivono di sicuro due, uno conservato al National Railway Museum di York ed uno a Primolano, conservato dall'Associazione Società Veneta Ferrovie.